# Lara Holzmüller
Lara Holzmüller (* 2000) ist eine deutsche Judoka, die Deutschland bei den Special Olympics World Summer Games 2019 in Abu Dhabi repräsentierte und eine Silbermedaille gewann. In den folgenden World Summer Games 2023 spielte sie im deutschen Feldhockeyteam mit. 

## Leben und Karriere
Lara Holzmüller wurde mit Down-Syndrom geboren, sie lebt in München und trainiert ID-Judo (Intellectual Disability Judo), früher auch G-Judo genannt, beim Verein Sportfreunde Harteck HPCA München unter dem Trainer Alwin Brenner.
Als Jugendliche erreichte sie 2017 bei den Weltmeisterschaften G-Judo in Köln den 3. Platz in der Wettkampfklasse 2, Frauen bis 57 kg. Ein Jahr später konnte sie bei den Special Olympics National Games in Kiel eine Silbermedaille erkämpfen.
Holzmüller nahm in Abu Dhabi an den Special Olympics World Summer Games 2019 in der Wettkampfklasse 3 teil, dabei besiegte sie die Finnin Gronholm mit einem Ippon und die Portugiesin Almeida. Nachdem sie gegen die Slovakin Skerlep verloren hatte, erhielt sie die Silbermedaille.
2019 nahm sie außerdem an den zweiten Europameisterschaften für Menschen mit einer geistigen Behinderung in Köln teil und errang den zweiten Platz in der Wettkampfklasse 3, Frauen bis 70 kg.
Lara Holzmüller ist eine der Athletinnen, die auf den Bildmotiven der Eventkampagne der Special Olympics Deutschland Sommerspiele 2022 in Berlin zu sehen war. Sie nahm auch an den Sommerspielen teil und konnte im Einzelwettbewerb Level 02 den 4. Platz erreichen.
Neben ID-Judo trainiert Holzmüller auch Hockey. Für die Special Olympics World Summer Games 2023 in Berlin konnte sie sich qualifizieren und war Mitglied des deutschen Teams, das auf den vierten Platz kam. Feldhockey war bei den Weltspielen eine Demonstrationssportart. Holzmüller trainiert diese Sportart beim Special Hockey Team München (SHTM) und gehört dem Verein Münchner Sportclub e.V. (MSC) an.
Nach eigenen Angaben arbeitet Holzmüller in der Küche der Werkstatt Augustinum in Oberschleißheim (Stand 2023).